# Хатайлу
Хатайлу (перс. خطایلو) — село в Ірані, входить до складу дехестану Барандуз у Центральному бахші шахрестану Урмія провінції Західний Азербайджан.